# Weissia contecta
Weissia contecta là một loài rêu trong họ Pottiaceae. Loài này được Hook. f. & Wilson mô tả khoa học đầu tiên năm 1844.